# François Geinoz
François Geinoz (Bulle, 1696 – Parigi, 23 maggio 1752) è stato un religioso e filologo classico svizzero.
Nel 1722 fu ordinato sacerdote e, fino al 1730, fu canonico di Bulle. Dal 1732 al 1752 fu cappellano della Compagnia Generale delle Guardie Svizzere. A Parigi nel 1735 aderì all'Académie des inscriptions et belles-lettres.  Studiò lingua greca ed ebraica e lavorò al Journal des savants. Egli fu anche Censore Reale dei Libri.

## Opere
Lavorò ad una nuova traduzione d'Erodoto, corretta sopra i manoscritti della Biblioteca del Re. Scrisse molte Dissertazioni su Erodoto e Dissertazioni sull'Ostracismo, che si trovano nelle Memorie dell'Académie des inscriptions et belles-lettres.